# Donker buiswier
Donker buiswier (Vertebrata fucoides) is een roodalg die tot de familie Rhodomelaceae gerekend wordt. Donker buiswier komt voor in West-Europa. 

## Kenmerken
Donker buiswier is een donkerrode tot paars-bruin gekleurde waterplant. Hij wordt tussen de vijftien en vijfentwintig centimeter hoog en de plant is vertakt. De vertakking treedt vooral op bij de top van de hoofdsteel van het wier. Op de zijtakken staan de bladeren afwisselend. De jongere exemplaren vertonen geen schorsvorming, bij oudere exemplaren kan dit wel optreden. De centrale cellen zijn relatief groot en elke centrale cel wordt omgeven door twaalf tot twintig pericentrale cellen.

## Habitat
Donker buiswier groeit op nagenoeg alles wat er op de waterbodem aanwezig kan zijn, zoals rotsen en hout. Donker bruiswier komt voor in het intergetijdengebied en zoute binnenwateren. De plant is dan ook zouttolerant.